# Rodohiton
Rodohiton (lat. Rhodochiton) je maleni rod penjačica iz porodice trpučevki , dio potporodice Antirrhinoideae. 
Sastoji se od dvije vrste iz južnog Meksika i Gvatemale.

## Etimologija
Ime roda dolazi od rhod- = odnosi se na crvenu/ružičastu boju, i chit- = odnosi se na pokrivač, ogrtač; Rhodochiton = ružičasti pokrivač.

## Opis
Rodohitoni su višegodišnje vazdazelene polugrmaste penjačice u oblačnim šumama Sierra Madre del Sur u Meksiku i susjednoj Gvatemali. Rastu na nadmorskim visinama između 1300 i 3500 metara.

## Vrste
1. Rhodochiton atrosanguineus (Zucc.) Rothm.
2. Rhodochiton hintonii (Elisens) D.A.Sutton
3. Rhodochiton nubicola (Elisens) D.A.Sutton